# 长果念珠芥
长果念珠芥（学名：Torularia korolkowii var. longicarpa）为十字花科念珠芥属下的一个变种。

## 扩展阅读
- 維基物種上的相關：长果念珠芥